# Rafael Leonardo Callejas
Rafael Leonardo Callejas Romero (ur. 14 listopada 1943 w Tegucigalpie, zm. 4 kwietnia 2020 w Atlancie) – honduraski ekonomista, biznesmen, inżynier rolnik i polityk Narodowej Partii Hondurasu (NPH), minister rządu Juana Alberto Melgara, kandydat na prezydenta w 1982 (przegrana z Roberto Suazo) i w 1985 (przegrana z Jose Azconą). Od 27 stycznia 1990 do 27 stycznia 1994 sprawował urząd prezydenta kraju.